# Crassula alstonii
Crassula alstonii är en fetbladsväxtart som beskrevs av Hermann Wilhelm Rudolf Marloth. Crassula alstonii ingår i släktet krassulor, och familjen fetbladsväxter. Inga underarter finns listade i Catalogue of Life.